# Артиг (Верхние Пиренеи)
Арти́г (фр. Artigues, окс. Artigas) — коммуна во Франции, находится в регионе Юг — Пиренеи. Департамент — Верхние Пиренеи. Входит в состав кантона Лурд-Эст. Округ коммуны — Аржелес-Газост.
Код INSEE коммуны — 65038.

## География
Коммуна расположена приблизительно в 670 км к югу от Парижа, в 135 км юго-западнее Тулузы, в 19 км к югу от Тарба.

## Климат
Климат умеренно-океанический с солнечной тёплой погодой и обильными осадками на протяжении практически всего года.

## Население
Население коммуны на 2010 год составляло 24 человека.
| 1962 | 1968 | 1975 | 1982 | 1990 | 1999 | 2010 |
| ---- | ---- | ---- | ---- | ---- | ---- | ---- |
| 23   | 30   | 30   | 27   | 24   | 29   | 24   |

## Администрация
| Период | Период | Фамилия    | Партия | Примечания |
| ------ | ------ | ---------- | ------ | ---------- |
| 2001   | 2014   | Дидье Мито |        |            |
| 2014   | 2020   | Мари План  |        |            |

## Экономика
В 2010 году среди 12 человек трудоспособного возраста (15-64 лет) 10 были экономически активными, 2 — неактивными (показатель активности — 83,3 %, в 1999 году было 69,2 %). Из 10 активных жителей работали 7 человек (4 мужчины и 3 женщины), безработных было 3 (2 мужчин и 1 женщина). Среди 2 неактивных 2 человека были учениками или студентами, 0 — пенсионерами, 0 были неактивными по другим причинам.

## Достопримечательности
- Пещера Бедат

## Фотогалерея

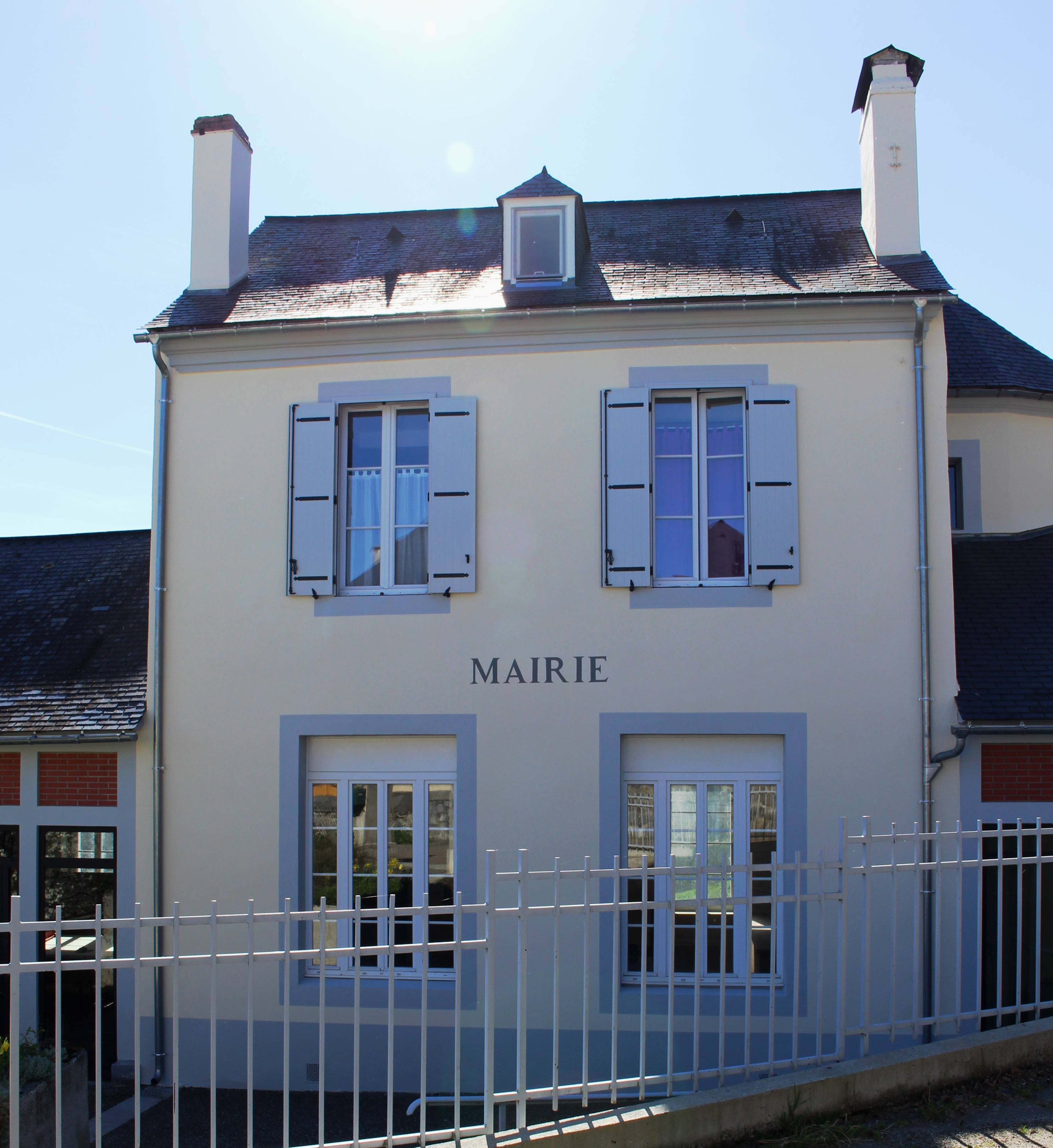
Мэрия
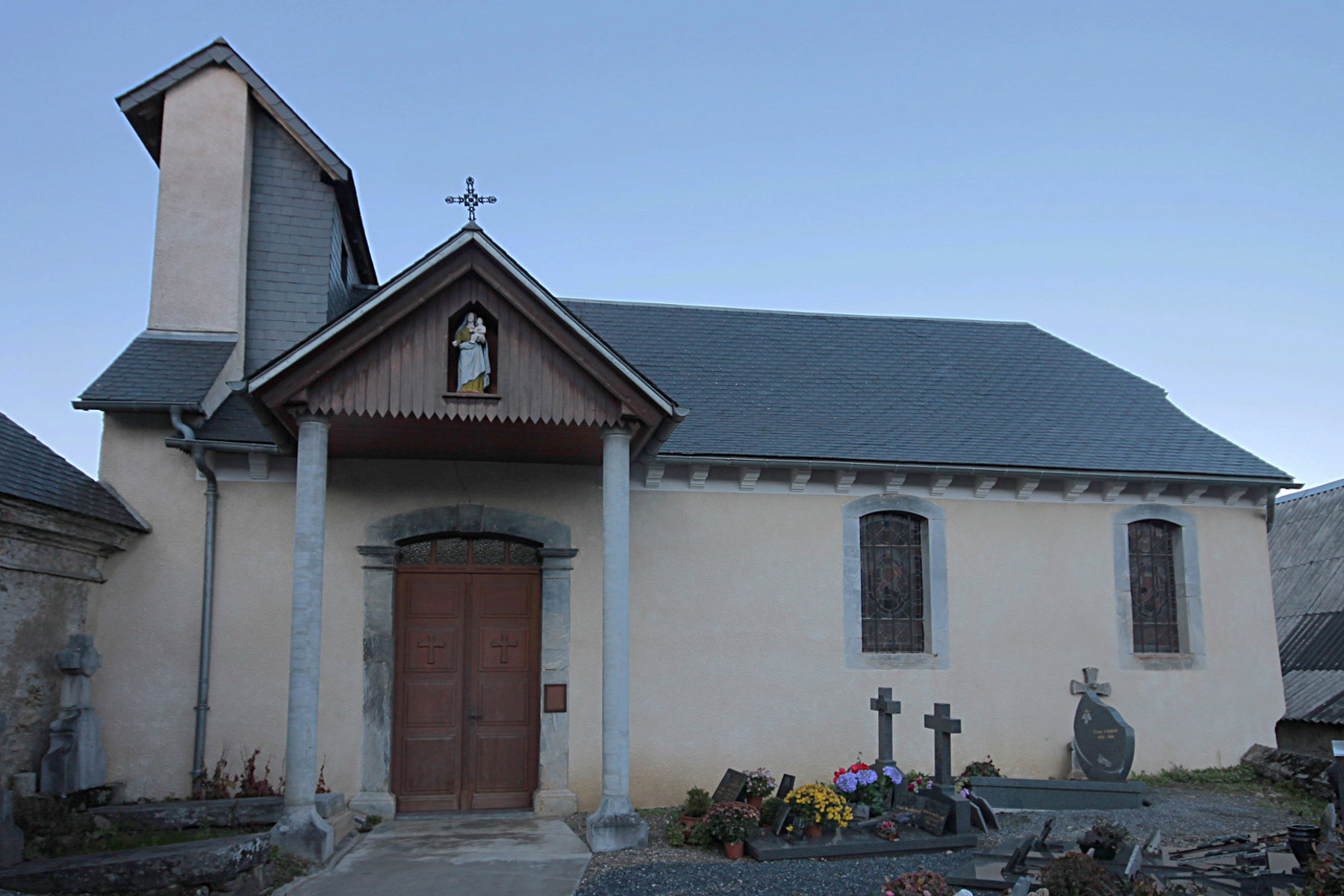
Церковь мученичества святого Иоанна Крестителя
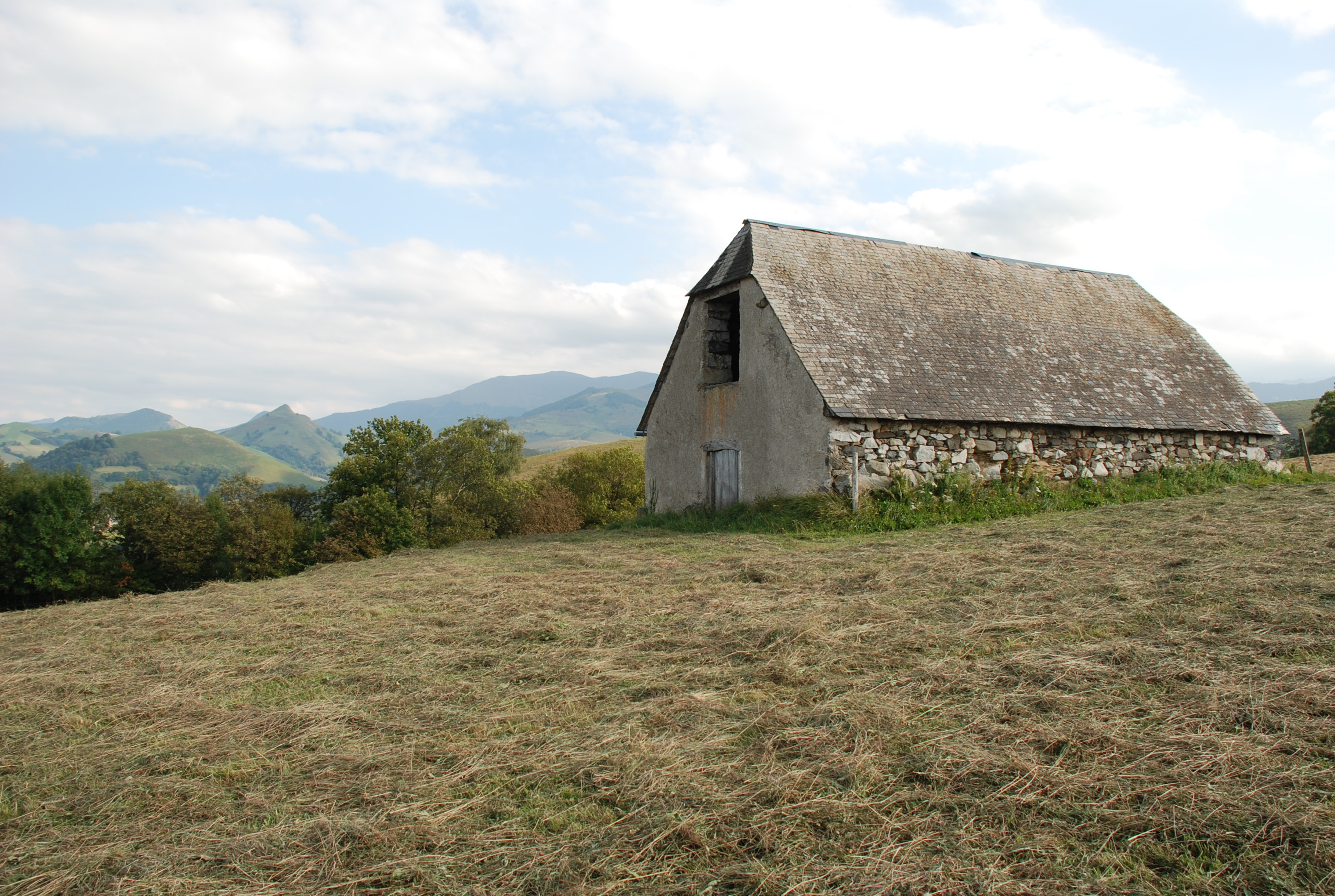
Овин
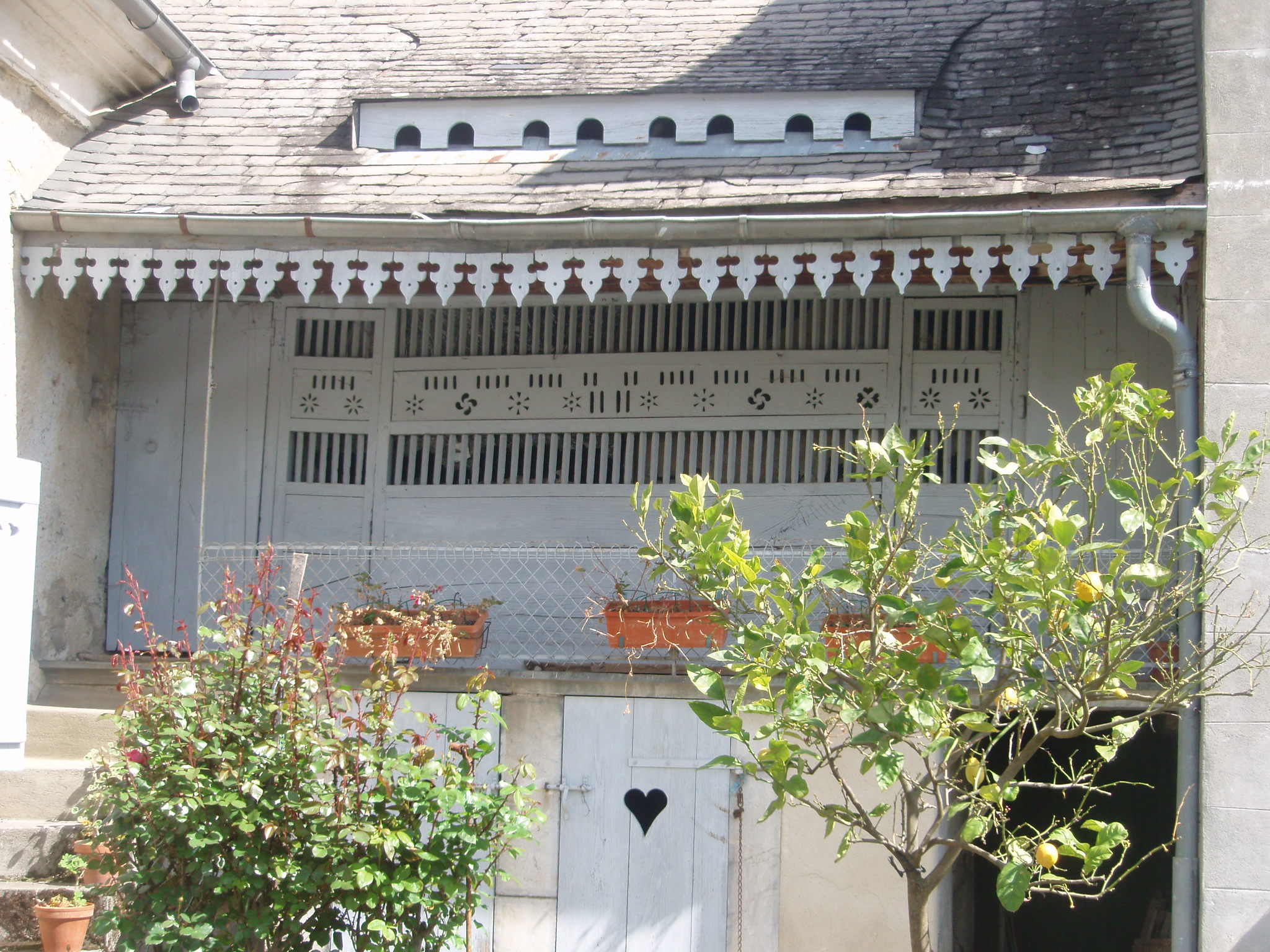
Традиционный курятник и свинарник
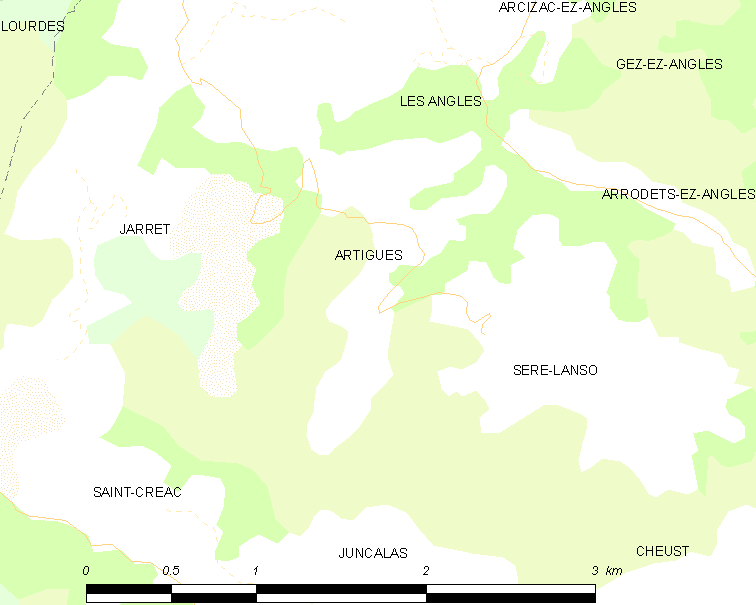
Карта коммуны